# Alemitu Bekeleová
Alemitu Bekele Degfa (* 17. září 1977) je původem etiopská atletka, která od roku 1998 reprezentuje Turecko. Její specializací je běh na středních a dlouhých tratích.
Na letních olympijských hrách 2008 v Pekingu doběhla ve finále (5000 m) v čase 15:48,48 na 7. místě. V roce 2009 se stala v italském Turíně halovou mistryní Evropy v běhu na 3000 metrů a o rok později v Barceloně mistryní Evropy v běhu na 5000 metrů.
10. února 2010 na atletickém mítinku ve Stockholmu zaběhla pětikilometrovou trať v novém halovém evropském rekordu, jehož hodnota je 14:46,44. O necelou sekundu tím překonala jedenáct let starý rekord Rumunky Gabriely Szabóové.